# Chiloglanis msirii
Chiloglanis msirii — вид сомоподібних риб родини пір'явусих сомів. Описаний у 2021 році.

## Поширення
Вид поширений у верхньому басейні річки Конго. Виявлений у річках Фунгве, Мванза та Лукуга.